# Harpij-arend
De harpij-arend, ook wel Nieuw-Guinese harpij-arend, Harpyopsis novaeguineae, behoort tot de familie van de Accipitridae (havikachtigen) en het monotypische geslacht Harpyopsis. De in Zuid-Amerika voorkomende wurgarend en de harpij zijn soorten uit nauw verwante geslachten. Het is een endemische soort roofvogel uit Nieuw-Guinea.

## Kenmerken
De harpij-arend is een grote arend met brede, vrij korte, ronde vleugels. Deze arend is 76 tot 89 cm lang. Opvallend is de bleke, ongestreepte borst en buik. De staart is lang en afgerond, met (van onder zichtbare) onduidelijke dwarsstrepen; alleen de eindstreep is donkerder. De arend heeft grote ogen met een iris die soms bleek, maar ook donker kan zijn.

## Verspreiding en leefgebied
De harpij-arend komt voor over het gehele hoofdeiland Nieuw-Guinea, vooral in de berggebieden tot op een hoogte van 3700 m boven de zeespiegel, zowel in het Indonesische deel als in Papoea-Nieuw-Guinea. De populatiedichtheid is overal laag; nergens is de vogel algemeen. Vooral in de buurt van dicht bewoonde gebieden, is de vogel zeer schaars. In 1999 werd gemeld dat de harpij-arend relatief vaak werd waargenomen in de buurt van Kikori.
De vogel jaagt voornamelijk op zoogdieren zoals boomkangoeroes en ratten, maar ook op varkens en honden. Het is een roofvogel die sterk gebonden is aan ongeschonden regenwoud.

## Status
De grootte van de populatie is lastig te kwantificeren en wordt geschat op 3200 tot 4000 individuen. De harpij-arend gaat in aantal achteruit. Deze arend wordt bejaagd om zijn veren. De staart- en vleugelpennen worden gebruikt in traditionele, ceremoniële kledij. Door de aanleg van wegen en de beschikbaarheid van vuurwapens is de jachtdruk toegenomen. Om deze redenen staat de harpij-arend als kwetsbaar op de Rode Lijst van de IUCN.